# Розумний пил
Розумний пил (англ. smartdust) — крихітні пристрої, що здатні самоорганізовуватись (групові роботи), та обмінюватись бездротовими сигналами і працювати як єдина система .
Передбачається, що базові елементи «розумного пилу» — моти (англ. mote «порошинка») — будуть мати розмір піщини або навіть пилини. Кожен мот повинен буде володіти власними сенсорами, обчислювальним вузлом, підсистемами комунікації і енергопостачання. Групуючись, моти автоматично створюватимуть дуже гнучкі мережі з малим споживанням живлення. Галузі їх застосування можуть варіюватися від систем управління кліматом до пристроїв для розваг, взаємодії з іншими інформаційними пристроями.
Поняття розумного пилу ввів професор Каліфорнійського університету в Берклі Крістофер Пістер 2001 року, хоча раніше подібні ідеї були описані в науковій фантастиці (наприклад, Станіславом Лемом у романах «Непереможний» 1964 року і «Мир на Землі» 1984 року). 2005 року випущено великий огляд, в якому зібрані різні методи, які можуть звести розміри мотів розумного пилу в мережах датчиків від міліметра до мікрометра.
Пристрої розумного пилу будуть засновані на низьковольтній і глибоко низьковольтній наноелектроніці і матимуть мікроджерело енергії разом з твердотільними імпульсними суперконденсаторами (наноіонні суперконденсатори). Розробки 2010-х років у галузі нанорадіо також можуть використовуватися як технологічна база для практичного втілення розумного пилу.